# Polo (música)
En el ámbito de la música, polo es el nombre de dos estilos (sin relación entre sí), a saber:
En España, el polo es un palo del flamenco.
En Venezuela, el polo es una forma musical típica de las regiones de la costa oriental. Se lo conoce a menudo como «polo margariteño», por su importancia en la isla de Margarita; sin embargo, a lo largo de todo oriente se cantan polos. Como forma musical, se toca en un compás de tres cuartos o seis octavos (o ambos) a una velocidad moderada. La melodía evoluciona sobre una variación de cuatro acordes, y se cantan versos que varían dependiendo de la canción, generalmente es una canción en forma de décima, es decir, diez versos de ocho sílabas cada uno. Normalmente es tocada con cuatro y maracas, aunque no posee una instrumentación estricta y como toda música folclórica es adaptable a pequeños y grandes ensambles. La estructura armónica entre un tono mayor inicial y su relativo menor, usando la siguiente progresión repetida:  III(I)-VII7(V7)-V7-i-iv-V7-i-VII7(V7) (los números romanos entre paréntesis representan funciones armónicas en el tono mayor inicial).
El polo coriano se interpreta en Coro, estado Falcón.